# Maurikios Chartularios
 (avril 2025).

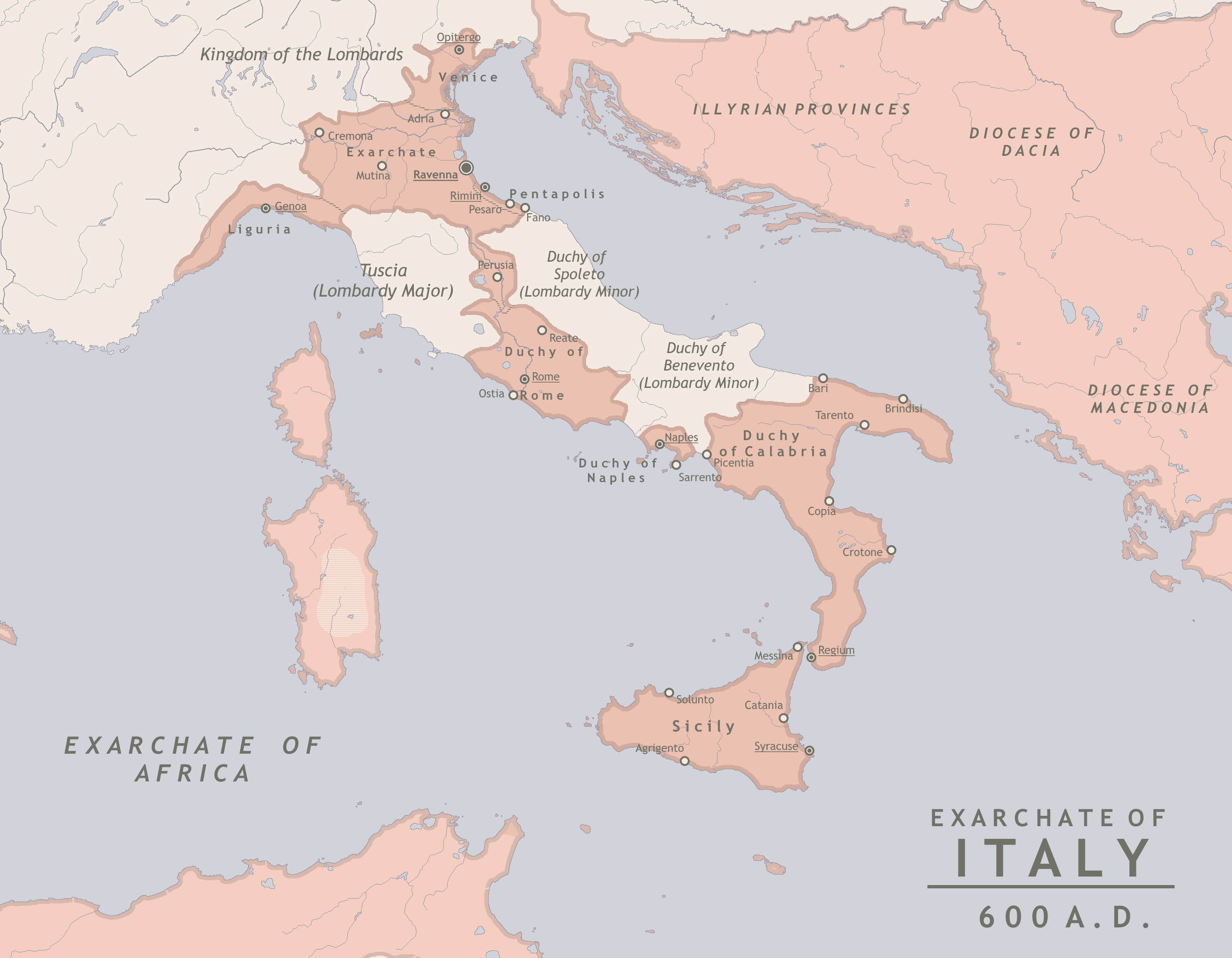
L’exarchat de Ravenne et le duché de Rome vers 600.

Maurikios Chartoularios (en français : Maurice le Chartulaire; en grec : Μαυρίκιος ὀ χαρτουλάριος), mort en 643 à Ravenne, est un haut-fonctionnaire et général byzantin qui se rebelle lorsqu'il est envoyé en mission en Italie pour convaincre le pape d’approuver l’Ecthèse.  

## Contexte historique
La rébellion de Maurice le Chartulaire au cours du règne d’Héraclius (de 610 à 641) s’inscrit dans la double crise financière et religieuse que traversait l’empire à ce moment. 
Les dernières années du règne d’Héraclius virent les recettes chuter après le retrait byzantin de Syrie, alors que les menaces aux frontières accroissaient les dépenses militaires. La recherche de nouveaux revenus n’épargna pas l’Italie où les richesses de la papauté devenaient une source d’envie. Sur le plan religieux, face au monothélisme qui s’était imposé dans les provinces orientales et menaçait également l’unité de l’empire, Héraclius fit proclamer en 638 une confession de foi, l’Ecthèse[N 1], qu’il entendait faire approuver par le pape Séverin (r. 638-640) nouvellement élu, mais non encore couronné.

## Maurice à Rome

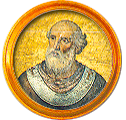
Médaillon de la frise des papes à Saint-Paul-hors-les-Murs représentant (de façon imaginaire) le pape Séverin.

En apprenant la mort du pape Honorius (r. 635-638), Héraclius avait chargé son chartulaire, Maurice, de se rendre à Rome pour exiger du nouveau pape Séverin qu’il donne son assentiment à l’Ecthèse, promulguée comme un édit impérial et dès lors ayant force de loi dans tout l’empire. Avant de se rendre à Rome, Maurice informa l’exarque de Ravenne, Isaac de sa mission puisque le duché de Rome était soumis à son autorité. L’Ecthèse souscrivant en partie à  la thèse monophysite, Séverin ne voulut pas l’approuver, ce sur quoi l'exarque refusa de confirmer l'élection papale, celle-ci étant encore soumise à l’approbation de l’empereur. Chacun campa sur ses positions jusqu’au début de l’année 640.  Aidé par les troupes byzantines stationnées à Rome, Maurice s'empara alors de la sacristie de la basilique Saint-Jean-de-Latran, où était entreposé le trésor de la papauté. Déterminé à faire plier le pape, Isaac chargea Maurice de piller également le palais du Latran. 
Maurice rassembla un groupe de nobles locaux mécontents et, profitant de la colère des troupes qui n’avaient pas été payées depuis un certain temps, accusa le précédent pape Honorius Ier de s'être indûment approprié l'argent envoyé par Constantinople et destiné à la solde des troupes pour construire et moderniser les églises, le reste servant à enrichir le trésor papal. Une foule se forma et se précipita en masse vers le palais, mais le pape et ses gardes réussirent à la maintenir hors du palais. Maurice tenta une autre tactique et, trois jours plus tard, entra avec les juges de la ville  dans le palais qui, sans défense adéquate, capitula. Ils rassemblèrent le trésor et Maurice fit informer l'exarque qu'il pouvait venir au palais et compenser en se les appropriant les sommes que Constantinople se tardait à envoyer. L’exarque se précipita à Rome où il poursuivit pendant huit jours une minutieuse inspection des richesses au cours desquels il éloigna les évêques gardiens du trésor, distribua les arriérés de solde aux troupes et partagea le reste du butin avec d'autres officiels, sans oublier d’expédier prudemment une partie du trésor à Constantinople pour éviter le mécontentement de l'empereur,.
En 643, Maurice, maintenant nommé gouverneur (doux) de Rome, décida de renouveler son pillage, déterminé cette fois à ne le partager avec personne. Accusant l’exarque de vouloir usurper le trône impérial, Maurice tenta de persuader la population de Rome et des villes avoisinantes de se ranger derrière lui; il  proclama l’indépendance du duché de Rome, le soustrayant à l’autorité de l’exarque de Ravenne et de l’empereur Constant II (r. 641-668)  En réponse, l’exarque envoya immédiatement le commandant des armées (magister militum) Donus mettre un terme à la révolte. Maurice tenta mais en vain de se réfugier dans l’église Sancta Maria ad Praesepe; il fut trainé hors de l’église et envoyé, enchainé, à Ravenne où il fut exécuté et sa tête exposée sur un pieu au milieu du cirque, châtiment habituel des rebelles.